# 2008年の宝塚歌劇公演一覧
本項目では、2008年の宝塚歌劇公演一覧（2008ねんのたからづかかげきこうえんいちらん）について示す。

## 宝塚大劇場公演

### 雪組
- 1月1日（火） - 2月4日（月）
  - 『君を愛してる -Je t'aime-』（木村信司　作・演出）
  - 『ミロワール -鏡のエンドレス・ドリームズ-』（中村暁　作・演出）

外部リンク
- 宝塚歌劇団・公演案内

### 宙組
- 2月8日（金） - 3月17日（月）
  - 『黎明の風 -侍ジェントルマン 白洲次郎の挑戦-』（石田昌也　作・演出）
  - 『Passion 愛の旅』（酒井澄夫　作・演出）

外部リンク
- 宝塚歌劇団・公演案内

### 月組
- 3月21日（金） - 5月5日（月）
  - 『ME AND MY GIRL』（小原弘稔・三木章雄　脚色、三木章雄　演出）

外部リンク
- 宝塚歌劇団・公演案内

### 花組
- 5月9日（金） - 6月16日（月）
  - 『愛と死のアラビア -高潔なアラブの戦士となったイギリス人-』（ローズマリー・サトクリフ　原作、谷正純　脚本・演出）
  - 『Red Hot Sea』（草野旦　作・演出）

外部リンク
- 宝塚歌劇団・公演案内

### 星組
- 6月20日（金） - 8月4日（月）
  - 『THE SCARLET PIMPERNEL（スカーレット・ピンパーネル）』（小池修一郎　潤色・演出）

外部リンク
- 宝塚歌劇団・公演案内

### 雪組
- 8月8日（金） - 9月22日（月）
  - 『ソロモンの指輪』（荻田浩一　作・演出）
  - 『マリポーサの花』（正塚晴彦　作・演出）

外部リンク
- 宝塚歌劇団・公演案内

### 宙組
- 9月26日（金） - 11月3日（月）
  - 『Paradise Prince（パラダイス・プリンス）』（植田景子　作・演出）
  - 『ダンシング・フォー・ユー』（中村一徳　作・演出）

外部リンク
- 宝塚歌劇団・公演案内

### 月組
- 11月7日（金） - 12月11日（木）
  - 『夢の浮橋』（大野拓史　脚本・演出）
  - 『Apasionado!!』（藤井大介　作・演出）

外部リンク
- 宝塚歌劇団・公演案内

## 東京宝塚劇場公演

### 星組
- 1月2日（水） - 2月11日(月)
  - 『エル・アルコン-鷹-<青池保子・原作「エル・アルコン-鷹-」「七つの海七つの空」より>』（齋藤吉正　脚本・演出）
  - 『レビュー・オルキス -蘭の星-』（草野旦　作・演出）

外部リンク
- 宝塚歌劇団・公演案内

### 雪組
- 2月16日(土) - 3月30日(日)
  - 『君を愛してる -Je t'aime-』（木村信司　作・演出）
  - 『ミロワール -鏡のエンドレス・ドリームズ-』（中村暁　作・演出）

外部リンク
- 宝塚歌劇団・公演案内

### 宙組
- 4月4日(金) - 5月18日(日)
  - 『黎明の風 -侍ジェントルマン 白洲次郎の挑戦-』（石田昌也　作・演出）
  - 『Passion 愛の旅』（酒井澄夫　作・演出）

外部リンク
- 宝塚歌劇団・公演案内

### 月組
- 5月23日(金) - 7月6日(日)　
  - 『ME AND MY GIRL』（小原弘稔・三木章雄　脚色、三木章雄　演出）

外部リンク
- 宝塚歌劇団・公演案内

### 花組
- 7月11日(金) - 8月17日(日)　
  - 『愛と死のアラビア -高潔なアラブの戦士となったイギリス人-』（ローズマリー・サトクリフ　原作、谷正純　脚本・演出）
  - 『Red Hot Sea』（草野旦　作・演出）

外部リンク
- 宝塚歌劇団・公演案内

### 星組
- 8月22日(金) - 10月5日(日)
  - 『THE SCARLET PIMPERNEL（スカーレット・ピンパーネル）』（小池修一郎　潤色・演出）

外部リンク
- 宝塚歌劇団・公演案内

### 雪組
- 10月10日(金) - 11月16日(日)
  - 『ソロモンの指輪』（荻田浩一　作・演出）
  - 『マリポーサの花』（正塚晴彦　作・演出）

外部リンク
- 宝塚歌劇団・公演案内

### 宙組
- 11月21日(金) - 12月27日(土)
  - 『Paradise Prince（パラダイス・プリンス）』（植田景子　作・演出）
  - 『ダンシング・フォー・ユー』（中村一徳　作・演出）

外部リンク
- 宝塚歌劇団・公演案内

## 宝塚バウホール公演

### 月組
- 1月2日(水) - 1月13日(日)　明日海りお主演版
- 1月19日(土) - 1月29日(火)　青樹泉主演版
  - バウ・ワークショップ『ホフマン物語 -オッフェンバックによる-』（菅沼潤・谷正純　脚本、谷正純　演出）

外部リンク
- 宝塚歌劇団・公演案内　明日海りお主演版
- 宝塚歌劇団・公演案内　青樹泉主演版

### 花組
- 2月7日(木) - 2月17日(日)　真野すがた主演版
- 3月1日(土) - 3月11日(火)　朝夏まなと主演版
  - バウ・ワークショップ『蒼いくちづけ　-ドラキュラ伯爵の恋-』（小池修一郎　作・演出）

外部リンク
- 宝塚歌劇団・公演案内　真野すがた主演版
- 宝塚歌劇団・公演案内　朝夏まなと主演版

### 星組
- 4月5日(土) - 4月15日(火)　夢乃聖夏主演版
- 4月24日(木) - 5月4日(日)　麻尋しゅん主演版
  - バウ・ワークショップ『ANNA KARENINA（アンナ・カレーニナ）』（レフ・トルストイ　原作、植田景子　脚本・演出）

外部リンク
- 宝塚歌劇団・公演案内　夢乃聖夏主演版
- 宝塚歌劇団・公演案内　麻尋しゅん主演版

### 雪組
- 5月24日(土) - 6月3日(火)　愛原実花ヒロイン版
- 6月12日(木) - 6月22日(日)　大月さゆヒロイン版
  - バウ・ワークショップ『凍てついた明日 -ボニー&クライドとの邂逅（かいこう）-』（荻田浩一　作・演出）

外部リンク
- 宝塚歌劇団・公演案内　愛原実花ヒロイン版
- 宝塚歌劇団・公演案内　大月さゆヒロイン版

### 宙組
- 6月28日(土) - 7月8日(火)　早霧せいな主演版
- 7月17日(木) - 7月27日(日)　蓮水ゆうや主演版
  - バウ・ワークショップ『殉情（じゅんじょう）<谷崎潤一郎・作「春琴抄」(中公文庫版)より>（石田昌也　脚本・演出）

外部リンク
- 宝塚歌劇団・公演案内　早霧せいな主演版
- 宝塚歌劇団・公演案内　蓮海ゆうや主演版

### 星組
- 11月14日(金) - 11月25日(火) 
  - 『ブエノスアイレスの風 -光と影の狭間を吹き抜けてゆく・・・-』（正塚晴彦　作・演出）

外部リンク
- 宝塚歌劇団・公演案内

## その他の日本公演

### 月組・特別
- 1月7日(月) - 1月14日(月)　東京・日本青年館
  - 『A-"R"ex -如何にして大王アレクサンダーは世界の覇者たる道を邁進するに至ったか-』（荻田浩一　作・演出）

- 1月19日(土) - 1月25日(金)　東京・日本青年館
  - 『HOLLYWOOD LOVER』（植田景子　作・演出）

外部リンク
- 宝塚歌劇団・公演案内　A-"R"ex
- 宝塚歌劇団・公演案内　HOLLYWOOD LOVER

### 花組
- 2月2日(土) - 2月25日(月)　中日劇場
  - 『メランコリック・ジゴロ -あぶない相続人-』（正塚晴彦　作・演出）
  - 『ラブ・シンフォニーII』（中村一徳　作・演出）

- 3月14日(金) - 3月20日(木)　東京・日本青年館
  - 『舞姫 -MAIHIME-』（植田景子　脚本・演出）

外部リンク
- 宝塚歌劇団・公演案内　中日劇場公演
- 宝塚歌劇団・公演案内　日本青年館公演

### 星組
- 3月13日(木) - 3月25日(火)　大阪・シアター・ドラマシティ
  - 『赤と黒 <原作・スタンダール>』（柴田侑宏　脚本、中村暁　演出）

- 3月31日(月) - 4月7日(月)　東京・日本青年館
  - 『赤と黒 <原作・スタンダール>』（柴田侑宏　脚本、中村暁　演出）

- 4月12日(土) - 4月14日(月)　愛知厚生年金会館
  - 『赤と黒 <原作・スタンダール>』（柴田侑宏　脚本、中村暁　演出）

外部リンク
- 宝塚歌劇団・公演案内　シアタードラマシティ公演
- 宝塚歌劇団・公演案内　日本青年館公演
- 宝塚歌劇団・公演案内　愛知厚生年金会館公演

### 雪組
- 5月17日(土) - 6月15日(日)　全国ツアー（大阪[1]、松山[1]、福岡[1]、長崎[1]、北九州[1]、広島[1]、石央[1]、浜松[1]、川口[1]、市川[1]、札幌[1]、相模大野[1]）
  - 『外伝ベルサイユのばら -ジェローデル編-』（池田理代子　原作、植田紳爾　脚本・演出）
  - 『ミロワール -鏡のエンドレス・ドリームズ-』（中村暁　作・演出）

外部リンク
- 宝塚歌劇団・公演案内

### 宙組
- 7月5日(土) - 7月21日(月)　梅田芸術劇場・メインホール
  - 『雨に唄えば』（中村一徳　演出）

外部リンク
- 宝塚歌劇団・公演案内

### 月組
- 8月1日(金) - 8月24日(日)　博多座
  - 『ME AND MY GIRL』（（小原弘稔・三木章雄　脚色、三木章雄　演出）

- 9月1日(月) - 9月23日(火)　日生劇場
  - 『グレート・ギャツビー <F･スコット・フィッツジェラルド・作「The Great Gatsby」より>』（小池修一郎　脚本・演出）

外部リンク
- 宝塚歌劇団・公演案内　博多座公演
- 宝塚歌劇団・公演案内　日生劇場公演

### 花組
- 9月20日(土) - 10月17日(金)　全国ツアー公演
  - 『外伝ベルサイユのばら　-アラン編-』（池田理代子　原作、植田紳爾　脚本・演出）
  - 『エンター・ザ・レビュー』（酒井澄夫　作・演出）

外部リンク
- 宝塚歌劇団・公演案内

#### 公演場所
- 9月20日・21日　梅田芸術劇場・メインホール
- 9月23日　大宮ソニックシティ（埼玉県）
- 9月24日　伊勢崎市文化会館（群馬県）
- 9月26日　福島県文化センター
- 9月27日・28日　イズミティ21（宮城県仙台市）
- 9月30日　北上・さくらホール（岩手県北上市）
- 10月2日　ふるさと交流圏民センター・オルテンシア（青森県五所川原市）
- 10月4日・5日　秋田市文化会館（秋田県）
- 10月7日　新潟県民会館
- 10月9日　茅ヶ崎市民文化会館（神奈川県）
- 10月11日　府中の森芸術劇場（東京都）
- 10月12・13日　市川市文化会館（千葉県）
- 10月15日　半田市福祉文化会館（愛知県）
- 10月16日　四日市市文化会館（三重県）
- 10月17日　三重県文化会館

### 花組
- 10月3日(金) - 10月15日(水)　大阪・シアタードラマシティ
  - 『銀ちゃんの恋<つかこうへい・作「蒲田行進曲」より>』（石田昌也　潤色・演出）

- 10月20日(月) - 10月27日(月)　東京・日本青年館
  - 『銀ちゃんの恋<つかこうへい・作「蒲田行進曲」より>』（石田昌也　潤色・演出）

外部リンク
- 宝塚歌劇団・公演案内　シアター・ドラマシティ公演
- 宝塚歌劇団・公演案内　日本青年館公演

### 星組
- 11月1日(土) - 11月6日(木)　東京・日本青年館
  - 『ブエノスアイレスの風 -光と影の狭間を吹き抜けてゆく・・・-』（正塚晴彦　作・演出）

外部リンク
- 宝塚歌劇団・公演案内

- 11月8日(土) - 12月7日(日)　全国ツアー	
  - 『外伝ベルサイユのばら -ベルナール編-』（池田理代子　原作、植田景子　脚本・演出）
  - 『ネオ・ダンディズム!III -男の美学-』（岡田敬二　作・演出）

外部リンク
- 宝塚歌劇団・公演案内

#### 公演場所
- 11月8日・9日　梅田芸術劇場・メインホール
- 11月11日　鳥取県立倉吉未来中心・大ホール
- 11月12日　島根県民会館
- 11月14日・15日・16日　福岡市民会館（福岡県）
- 11月18日　iichiko総合文化センター（大分県）
- 11月20日　九州厚生年金会館（福岡県北九州市）
- 11月22日　ひこね市文化プラザ（滋賀県）
- 11月23日・24日　中京大学文化市民会館オーロラホール（旧・名古屋市民会館大ホール）（愛知県）
- 11月26日　山梨県立県民文化ホール
- 11月28日　さいたま市文化センター（埼玉県）
- 11月29日・30日　神奈川県民ホール
- 12月2日・3日　静岡市民文化会館（静岡県）
- 12月5日　アルファあなぶきホール（香川県県民ホール）
- 12月6日・7日　岡山市民会館（岡山県）

### 雪組
- 12月13日(土) - 12月25日(木)　大阪・シアタードラマシティ
  - 『カラマーゾフの兄弟』（ドストエフスキー　原作、齋藤吉正　脚本・演出）

外部リンク
- 宝塚歌劇団・公演案内